# Julien Brial
Julien Brial est un commerçant français originaire des Pyrénées-Orientales, installé à Wallis-et-Futuna puis en Nouvelle-Calédonie. Il a joué un rôle important dans les affaires commerciales et politiques de Wallis-et-Futuna, épousant notamment la future reine Aloisia Brial.

## Biographie
Le début de la vie de Julien Brial est mal connue. Né près de Perpignan, il serait parti en Australie vers 1900 puis aux Fidji pour y faire du commerce. Il devient le représentant de la société Burns Philp à Wallis-et-Futuna en 1910, où il joue un rôle important dans les affaires commerciales et politiques. Il pratique notamment la vente de coprah, unique marchandise exportée par l'archipel. « Le coprah était alors en pleine ascension, les cours se maintenaient hauts,
et cette prospérité bénéficiait aux producteurs des îles dont le pouvoir d'achat
régulièrement augmentait ». Toutefois, les débuts de Brial à Wallis sont difficiles : le roi impose un salaire élevé de 5 à 10 francs par jour et de recruter des employés wallisiens désignés par les autorités coutumières. Le résident de France par intérim, Joubert, passe alors un arrêté fixant le salaire à 2,5 francs par jour.
En 1923, Julien Brial s'entend avec les deux autres commerçants chinois à Wallis pour établir un monopole ; cette entente est dénoncée par les autorités coutumières, mais le résident ne peut pas vraiment intervenir.
En 1925, Julien Brial reçoit la médaille du mérite agricole. L'année suivante, il vient en aide au navigateur Alain Gerbault dont le navire s'est échoué sur le récif de Wallis.
Julien Brial épouse Aloisia Brial, qui devient reine après sa mort, de 1953 à 1958. En 1930, un parasite ravage les plantations wallisiennes et Fidji pose un embargo sur le coprah wallisien en 1931 : les exportations s'arrêtent brutalement. En 1933, Burns Philp rachète son commerce et Julien Brial s'installe à Nouméa.
Pour Jean-Claude Roux, c'est un « Français puissant, trop puissant à Wallis de par son mariage avec une princesse, ses combines, son goût de l'intrigue... ». Roux le décrit également comme « homme habile, bien vite adapté à la réalité insulaire ». Son ancrage familial parmi les familles nobles wallisiennes lui permet d'avoir une influence sur les rois coutumiers d'Uvea, et sa qualité de commerçant français lui permet également d'être écouté par les résidents de France, voire le gouverneur de Nouvelle-Calédonie. Jean-Claude Roux estime même qu'il est « le chef occulte d'une faction wallisienne opposée à la mission [catholique] ».
Depuis son installation à Wallis-et-Futuna, la famille Brial a un rôle de premier plan dans le négoce et la politique. Julien Brial a eu dix enfants. Il est notamment le père de Benjamin Brial, député de 1967 à 1989, le grand-père de Victor Brial, député de 1997 à 2007 et de Sylvain Brial, député de Wallis-et-Futuna depuis 2018, et l'arrière-grand-père de Gil Brial, homme politique de Nouvelle-Calédonie. Une des sœurs de Julien Brial épouse le résident de France Jean-Joseph David (présent à Wallis dans les années 1930).
Julien Brial décède peu avant l'accession d'Aloisia Brial à la fonction de reine d'Uvea en 1953.